# Kloster Juchtak

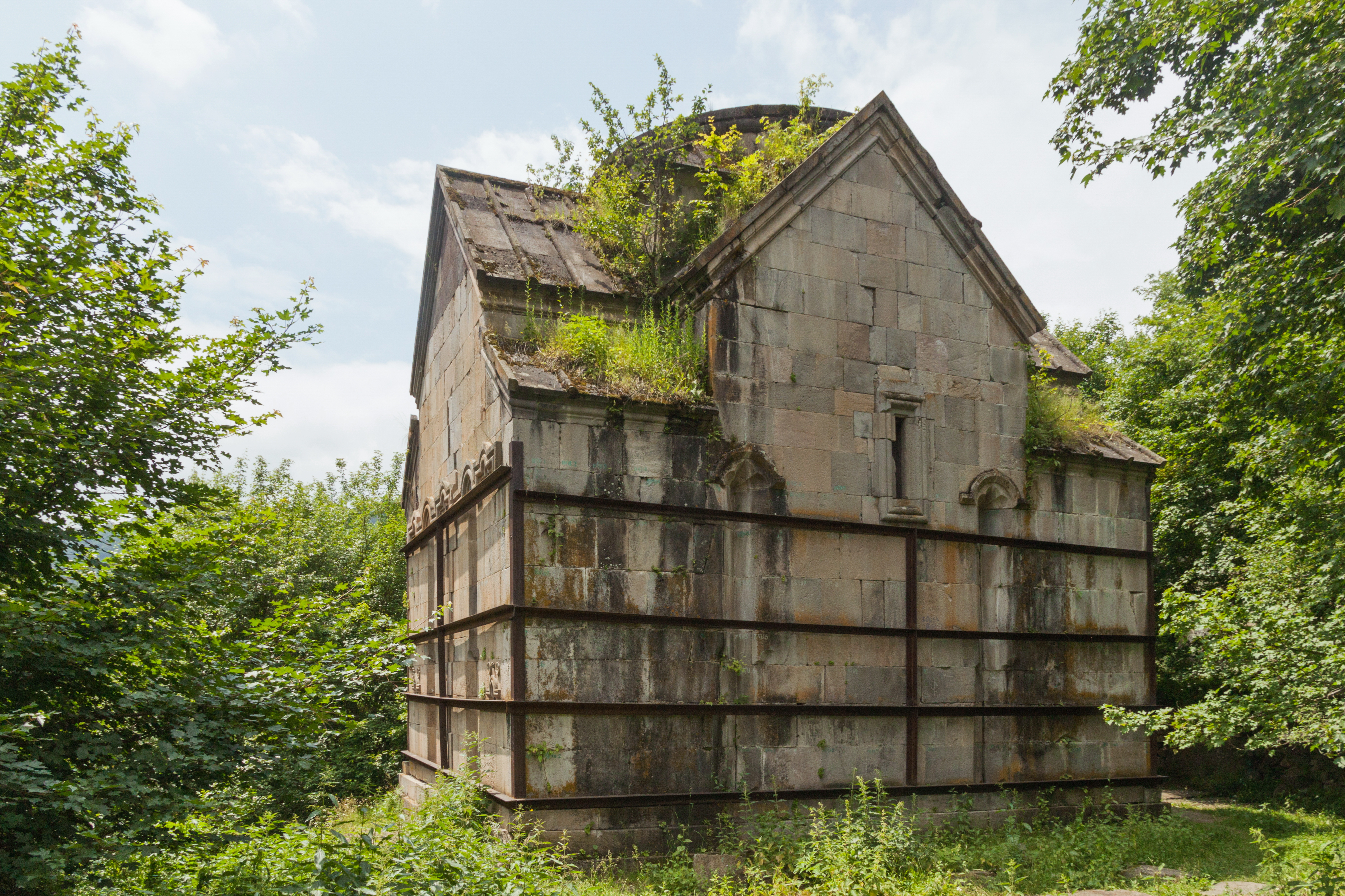
Die Kirche Surb Grigor

Das Kloster Juchtak (armenisch Ջուխտակ վանք) ist ein ehemaliges Kloster der Armenischen Apostolischen Kirche in der nordarmenischen Provinz Tawusch. Die Ursprünge des Klosters gehen auf das 11. Jahrhundert zurück. Heute ist es eine Ruine.

## Lage und Beschreibung
Das Kloster liegt etwa drei Kilometer nordwestlich der Stadt Dilidschan im Dilidschan-Nationalpark. Dort steht es im Zentrum einer Waldlichtung zwischen zwei kleinen Zuflüssen des Flusses Aghstew in der Nähe der Mineralquelle Dilidschan.
Der Klosterkomplex besteht aus zwei Kirchen, denen die Anlage ihren Namen verdankt. Juchtak bedeutet Zwillingskirchen. Die Kirche Surb Grigor (Gregor der Erleuchter) wurde wahrscheinlich im 11. oder 12. Jahrhundert erbaut.
Eine weitere Kirche, Surb Astwazazin ((armenisch Սուրբ Աստվածածին, „Heilige Muttergottes“), westarmenisch Surp Asdwadsadsin, andere Umschriften Surp Astvatsatsin, Surb Astuacacin), steht im Westen des Klosterareals. In ihr findet sich eine Inschrift, die das Jahr 1201 als Baujahr angibt: Im Jahr 1201, im Amirdom von Lascha und dem Khanat von [...], baute ich Hayrapet, Abt des Klosters Surb Petros, Surb Astwazazin mit der Hoffnung, dass zu jedem Sonnenaufgang in beiden Kirchen eine Messe für mich und eine für meinen Bruder Schmawon sowie in allen Gemeinden für meine Eltern abgehalten wird. 2015 erhielt das Kloster neue Türen.
Um die Kirchen herum gibt es einen kleinen Friedhof.